# David da Silva
David da Silva (Guarulhos, Brasil, 12 de noviembre de 1989) es un futbolista brasileño que se desempeña como delantero.
Jugó para clubes como el Birkirkara, Shelbourne, Mazembe, Zweigen Kanazawa, Qadsia, Al-Khor y Persebaya Surabaya.

## Trayectoria

### Clubes
| Club                 | País                   | Año         |
| -------------------- | ---------------------- | ----------- |
| C.A. Taboão da Serra | Brasil                 | ¿? - 2010   |
| Sumaré A.C.          | Brasil                 | 2010 - 2011 |
| Birkirkara           | Malta                  | 2011        |
| Shelbourne           | Irlanda                | 2011 - 2012 |
| C.A. Joseense        | Brasil                 | 2012 - 2013 |
| Grêmio Catanduvense  | Brasil                 | 2013 - 2014 |
| Khor Fakkan Club     | Emiratos Árabes Unidos | 2014        |
| Al-Mussanah          | Omán                   | 2014 - 2016 |
| Al-Orobah            | Arabia Saudita         | 2016        |
| Zweigen Kanazawa     | Japón                  | 2016 - 2017 |
| Qadsia               | Kuwait                 | 2017        |
| Al-Khor              | Catar                  | 2017 - 2018 |
| Persebaya Surabaya   | Indonesia              | 2018        |
| Pohang Steelers      | Corea del Sur          | 2019        |
| Persebaya Surabaya   | Indonesia              | 2019 - 2021 |
| Terengganu FC        | Malasia                | 2021        |
| Persib Bandung       | Indonesia              | 2021 -      |